# Коракл
Коракл (валл. cwrwgl, англ. Coracle) — небольшая традиционная лодка, используемая в основном на реках Уэльса, но также местами в западной и юго-западной Англии, Ирландии (особенно на реке Бойн) и Шотландии (особенно на реке Спей); так же называют аналогичные лодки Индии, Вьетнама, Ирака и Тибета. Слово «коракл» происходит от валлийского cwrwgl, родственно ирландскому и гэльскому curach, и регистрируется в английском языке с XVI века. Другие исторические английские написания включают corougle, corracle, curricle и coricle.

## Конструкция
По форме коракл напоминает половинку скорлупы грецкого ореха. Несущая конструкция — каркас из ивовых прутьев, переплетённых между собой и скреплённых жгутами из ивовой коры. Изначально каркас обтягивался шкурой или кожей животных, например, бычьей или лошадиной, которая покрывалась небольшим слоем смолы для большей водонепроницаемости. Современные кораклы, независимо от материала каркаса, обтягиваются плотной тканью наподобие брезента, покрытой несколькими слоями битумного лака, или синтетической тканью. Бескилевая конструкция и плоское дно позволяют равномерно распределить собственный вес и вес груза, благодаря чему коракл имеет незначительную осадку — зачастую всего несколько сантиметров, что делает его идеальным для плавания по небольшим рекам.
Кораклы отличаются своей конструкцией и технологией изготовления в зависимости от того, на какой реке они сделаны и используются. Кораклы реки Тайви, например, плоскодонные для плавания по порогам, которых на реке много в летнее время, в то время как кораклы в Кармартене более округлые и глубокие, поскольку используются в приливных водах реки Тауи, на которой нет порогов. Кораклы Тайви изготавливаются из древесины местного происхождения без применения гвоздей — ивовые прутья для каркаса, которые переплетены между собой, и орешник для скрепления каркаса в верхней части «бортика» посредством создания оплётки, а кораклы Тауи на протяжении долгого времени делаются из распиловки ясеня, и каркас скрепляется медными гвоздями. В основном на одной реке применяются кораклы одного типа, но не всегда.
Такие лодки весьма успешно применялись для мелкопромысловой рыбной ловли, при управлении опытным человеком они мало подвержены воздействию течения или случайных толчков рыбы, и легко можно совершать манёвры с гребком в одной руке, а другой удерживать сеть. В рыбной ловле могут использоваться один или два коракла. При использовании одного сеть привязывается свободным концом к чему-нибудь на берегу, например, дереву.
Другой немаловажной чертой кораклов является их малый вес, что позволяет их нести на спине. LLwyth Dyn ei Gorwg — «ноша человека его коракл», как говорят в Уэльсе.

## История
Кораклы использовались на протяжении многих веков и упоминаются в римских источниках I века до н. э.
Эти лодки — одно из связующих звеньев между современной Британией и её прошлым. Эти древние лодки использовались бриттами и до вторжения римлян под предводительством Юлия Цезаря, который их описал, и даже применил позже в Испанской кампании. Кораклы также служили защитой для лёгкой пехоты от метательного оружия.
При раскопках захоронения бронзового века рядом с Далгети-Бей были обнаружены останки лодки, которая, предположительно, была кораклом. Ещё аналогичные находки обнаружены в Корбридже и вблизи Ферриби.
В романе «Остров сокровищ» Джим захватил «Испаньолу» именно на коракле, построенном Беном Ганном, однако в русском переводе английское coracle превратилось в «челн древних британцев».

## Современность
Хотя кораклы имеют очень длительную историю, и на протяжении значительной части XX века они имели практическое значение, в наши дни их можно увидеть в основном в областях Западного Уэльса, имеющих туристическое значение, изредка в Шропшире на реке Северн. В Сандорне, пригороде Шрусбери, на табличке паба «The Coracle» изображён человек, плывущий в коракле по реке. Уэльские реки Тайви и Тауи — это лучшие места, где можно найти кораклы, хотя они отличаются в зависимости от реки. На Тайви они чаще всего встречаются между Кенартом, Килгерраном и деревней Ллехрид.
В 1974 году Бернард Томас из Ллехрида пересёк на коракле Ла-Манш за 13 с половиной часов. Эта акция проводилась с целью продемонстрировать, что бычьи лодки индейского племени мандан из Северной Дакоты могут происходить от уэльских кораклов, якобы привезённых при переселении принцем Мадогом в XII веке.
На протяжении многих лет Фред Дэвис, мастер-строитель кораклов из Шрусбери, получивший признание местных футбольных фанатов, предлагал необычную услугу. Во время проведения футбольным клубом Шрусбери Таун домашних матчей он плавал в своём коракле рядом со стадионом по реке Северн и вылавливал попавшие в воду мячи. Хотя мистер Дэвис умер много лет назад, легенда о нём до сих пор ассоциируется с этим клубом.

## Безопасность
Из-за своей конструкции кораклы ведут себя довольно неустойчиво. Это связано с их небольшой осадкой, они как бы «сидят» на воде, а не погружены в неё, за счёт этого они также могут быть легко унесены течением или порывом ветра. Сообществом Coracle Society опубликованы руководящие принципы безопасного использования кораклов.

## Схожие лодки
Самое раннее упоминание лодок подобных кораклам — куффа, которые также используются в настоящее время, в Библии (Исх. 2:3).
Ирландские куррахи — это схожие по конструкции, но большие по размерам вёсельные лодки, используемые до настоящего времени. Также используются в западной Шотландии:

«Курах, или лодка из кожи и ивняка, на современный взгляд может показаться весьма ненадёжным средством для плавания по бурным морским водам, однако наши бесстрашные предки вверяли им свои жизни, уповая на милость погоды. В большом числе они используются на западных островах Шотландии, и могут быть найдены в Уэльсе. Каркас [на гэльском] назывался crannghail, сейчас так на Уйсте называют ветхие лодки.»
Оригинальный текст (англ.)"The curach or boat of leather and wicker may seem to moderns a very unsafe vehicle, to trust to tempestuous seas, yet our forefathers fearlessly committed themselves in these slight vehicles to the mercy of the most violent weather. They were once much in use in the Western Isles of Scotland, and are still found in Wales. The framework [in Gaelic] is called crannghail, a word now used in Uist to signify a frail boat."— Толковый словарь шотландского-гэльского "Dwelly’s (Scottish) Gaelic Dictionary": Curach
Куррахи на реке Спей особенно схожи с уэльскими кораклами.
Другие похожие лодки:
- Парисал — Индия
- Куффа (или куфа) — Ирак
- Бычья лодка — индейские племена Северной Америки
- Ку-дру и кова — Тибет
- Тунг-чай — Вьетнам

- Тибетские лодки ку-дру или кова очень похожи на кораклы. Музей естественной истории им. Филда, Чикаго
- Лодка из кожи яка, подобная кораклу, Тибет, 1938
- Тибетская лодка из кожи яка, 2006
- Бычья лодка индейцев племени мандан
- Индийский парисал
- Индийский парисал

## Сообщество
В Великобритании существует общество Coracle Society, созданное сэром Питером Бэджем в 1990 году. Первоначальными пятью целями общества значились:
- популяризация знаний о кораклах, куррахах и подобных лодках, их постройке и использованию, а также изучение и создание коллекций;
- использование всех разумных мер для поддержки использования кораклов в рыбной ловле, и поощрение проведения регат, гонок и подобных мероприятий;
- издание информационного бюллетеня как способа связи всех интересующихся кораклами;
- содействие в получении материалов для строительства кораклов;
- содействие в организации показов, обучающих курсов, выставок, семинаров и лекций, связанных с кораклами[10].

Многие члены общества организуют показы или обучающие курсы по постройке кораклов. Терри Кенни, действующий председатель общества, ежегодно проводит несколько курсов в центре Грин-Вуд. Ежегодно общество организует много различных мероприятий — с перечнем некоторых из них можно ознакомиться на официальном сайте Coracle Society.
Общество выступало участником Речного фестиваля Шрусбери в 2005 году, на котором представило несколько кораклов реки Северн. Ежегодно организуется регата, так и именуемая — Annual Coracle Regatta, которая проводится в Айронбридже на августовский Банковский праздник (Bank Holiday). Каждый год на эту регату приходят новые участники с кораклами, сделанными в центре Грин-Вуд под руководством Терри Кенни.